# Pereute cheops
Pereute cheops is een vlindersoort uit de familie van de Pieridae (witjes), onderfamilie Pierinae.
Pereute cheops werd in 1884 beschreven door Staudinger.